# هاردبودي هاريسون
هاريسون نوريس الابن (بالإنجليزية: Harrison Norris Jr.)‏ (من مواليد 1966 في كينيساو، جورجيا، الولايات المتحدة) محارب قديم في الجيش الأمريكي أثناء حرب الخليج الثانية ومصارع متقاعد وبطل سابق في عام 2001 في الوزن الثقيل وكان معروف باسم هاردبودي هاريسون. في عام 2007 حكم عليه بالسجن مدى الحياة بسبب دوره في الإتجار بالجنس والإجبار على العمل.
تخرجت هاريسون من المدرسة الثانوية في بينساكولا بفلوريدا وبعد ذلك جند في جيش الولايات المتحدة وشارك في عملية درع الصحراء وعملية عاصفة الصحراء.

## روابط خارجية
- هاردبودي هاريسون على موقع IMDb (الإنجليزية)
- هاردبودي هاريسون على موقع CageMatch worker (الإنجليزية)